# Королівська змія Рутвена
Королівська змія Рутвена (Lampropeltis ruthveni) — неотруйна змія з роду Королівська змія родини Вужеві.

## Опис
Загальна довжина досягає 80—90 см. Голова коротка, морда дещо закруглена, тулуб стрункий. Зовні дещо нагадує Lampropeltis triangulum з тим же чергуванням смуг чорного, білого й червоного кольору у забарвленні. Чорні та білі смуги дуже вузькі, шириною у 2—3 луски. Чорні смуги мають зеленувату облямівку. Кількість білих смуг 23—34. Верх голови чорний з червоними мітками, біла смуга проходить позаду голови. Усі смуги заходять на черево. Червоні та чорні кільця з нижнього боку бліді.

## Спосіб життя
Полюбляє скельні височини. Активна вночі. Харчується ящірками, гризунами та дрібними зміями.
Королівська змія Рутвена є яйцекладною змією. Самиця відкладає до 12 яєць.

## Розповсюдження
Мешкає у Мексиці: провінціях Мічоакан, Керетаро, Халіско та Дуранго.